# 梅花 (電影)
《梅花》為1976年台湾出品的一部中華民國國語發音有聲彩色電影，由中央電影公司發行。導演劉家昌，編劇鄧育昆，攝影林贊廷、林鴻鐘，錄音忻江盛，演員有柯俊雄、張艾嘉、谷名倫、恬妞、岳陽、胡茵夢等。曾榮獲金馬獎最佳影片、最佳編劇、最佳攝影、最佳錄音、最佳音樂五項大獎，並獲得哥倫比亞16屆國際影展加達利那獎。
該片為1970年代中期大型抗日電影經典名作之一，此乃因1972年中華民國與日本斷交後數年間抗日題材蔚為風潮之所致。故事背景為二次世界大戰時期身為日本屬地的臺灣，但劇情純屬虛構。
同名主題曲《梅花》由劉家昌作詞作曲，傳頌一時，至今臺灣仍有不少人能朗朗上口。有議者認為梅花遲至二戰結束後的1964年始成為中華民國的國花，因而批評曲中「它是我的國花」一詞有時空倒置之疑。但亦有一說認為1928年南京國民政府即曾將梅花定為國花，當時的臺灣當然有機會得知，因此並無不妥。

## 劇情簡介
注：本片內容純屬虛構。
日治时期的臺湾，林聚光与妻子文英育有一个儿子林继先。林聚光的弟弟林聚勇不务正业，家人都没有对他赋予太大的希望。聚勇一直都喜欢林家世交張家的小惠，可是小惠喜欢的是聚光。
林聚光与妻子文英的一位日本军官朋友池田，在中学已经认识了。林继先满月时，池田告知聚光，日本要求他们一家和另外三家人都要动祖坟，以配合日本某发电厂的发展。但由于中国人的传统观念，人们不会轻易动祖坟。聚光的父亲林世德及其他三家的父亲都心生不滿，愤而去跟日军理论，但被日军残杀。
此时中日戰爭已全面爆发，聚光怀着国恨家仇潜回中国参军抗日，所以妻子文英要代替丈夫去教书。在战场上，聚光认识到一位医护─江明珠。另一方面，日军要征召文英任教的学校的学生，文英为救学生而与池田交涉，却被众人认为她是汉奸，婆婆也蒙羞上吊。她不甘受辱，投河自尽。最终，众人都明白一切，可惜一切已经太迟了。而继先则由小惠代为照顾。
聚光与同乡计划炸毁日本人的发电厂，可惜失败。而曾邀聚勇参加，聚勇拒绝，被众人认为他贪生怕死。他也因为与厂长的女儿结成朋友，众人更认为他是貪慕虚荣。在厂长的寿宴上，他因为这关系才可参加这次宴会，并携炸弹进场引发爆炸。聚勇因此下狱并在小惠探监时死去，此时小惠才明白到聚勇的苦心。
大战结束，中華民國取得胜利。聚光可以回家了，但他也带了明珠回来。因二人情根深种，已结为夫妻。但因为继先是由小惠养大的，因此对明珠没有好感，所以他没有叫一声妈妈。聚光夫妇既归，小惠功成身退，可以去别的地方教书了。而继先舍不得小惠，喊出了“妈……”

## 人物角色
| 演員   | 角色       | 備註               |
| ------ | ---------- | ------------------ |
| 柯俊雄 | 林聚勇     |                    |
| 岳陽   | 林聚光     |                    |
| 谷名倫 | 池田       | 日軍軍官           |
| 胡茵夢 | 文英       | 林聚光之妻         |
| 張艾嘉 | 張小惠     |                    |
| 黃膺勳 | 林繼先     | 林聚光、文英的兒子 |
| 恬妞   | 江明珠     | 部隊護士           |
| 曹健   | 林世德     | 林聚光、林聚勇之父 |
| 卢碧云 | 林世德之妻 |                    |
| 田野   | 張一刀     |                    |
| 馬之秦 | 張一刀之妻 |                    |
| 孟元   |            |                    |
| 尤雅   |            |                    |

## 外部連結
- 開眼電影網上《梅花》的資料（繁體中文）
- 香港影庫上《梅花》的資料（繁體中文）
- 豆瓣电影上《梅花》的資料 （简体中文）
- 时光网上《梅花》的資料（简体中文）
- 互联网电影数据库（IMDb）上《梅花》的资料（英文）